# Malloderma pascoei
Malloderma pascoei là một loài bọ cánh cứng trong họ Cerambycidae.